# Kostur
 Ovo je glavno značenje pojma Kostur. Za druga značenja pogledajte Kostur (razdvojba).
Kostur, ponekad i skelet (gr. skeletos = osušeno tijelo, mumija) je u biologiji odnosno anatomiji naziv za čvrsti potporanj organizma. Postoje dvije temeljno različite vrste kostura: egzoskelet ili vanjski kostur koji predstavlja čvrst vanjski potporanj organizma, i endoskelet ili unutarnji kostur koji je potporanj organizama u unutrašnjosti tijela.

## Citoskelet
Citoskeleton (gr. kytos = stanica) služi stabiliziranju i očuvanju oblika stanice. Pored toga, dijelovi citoskeleta preuzimaju i prijenos signala između stanica. Ti dijelovi sastoje se od tankih proteina koje stanica može, prema potrebi, razgraditi i ponovo izgraditi. Sastoje se od tri strukture - mikrofilamenata, intermedijarnih filamenata i mikrotubula, koje umrežuju stanicu u svim smjerovima. Filamenti prokariota su homologni filamentima eukariota, no drugačije su građeni. 

## Hidroskelet
Najjednostavniji oblik kostura, koji se pojavljuje kod različitih beskralješnjaka koji se zajedničkim imenom nazivaju crvima, naziva se hidroskeletom. Kod njega kožni sloj mišića kao cijev zadržava vodu u unutrašnjosti tijela životinje. Kako se voda gotovo ne može komprimirati (vrlo malo se može stlačiti), tijelo djeluje relativno stabilno.

## Egzoskelet
Druge životinje, prije svega člankonošci (Arthropoda) a među njima posebno kukci (Insecta), kliještari (Chelicerata) i rakovi (Crustacea), razvili su egzoskelet. Kako egzoskelet uopće ne može rasti ili to može vrlo ograničeno, životinje svoj individualni rast omogućavaju "presvlačenjem", zamjenom egzoskeleta koji je zbog rasta postao pre malen.
Egzoskeleti mogu biti građeni od različitih tvari. To mogu biti kost i hrskavica (kod kornjača i riba oklopnjača (Placodermi)), hitin (kod člankonožaca), razni kalcijevi (kod koralja, mekušaca i nekih mnogočetinaša) ili silicijevi (silikati) spojevi (kod algi kremenjašica i radiolaria).
Egzoskelet kod kukaca nije samo zaštita nego i služi kao površina za hvatište mišića, vodonepropusna zaštita od isušivanja i kao osjetilni organ za interakciju s okolinom. Sastoji se od više slojeva s četiri funkcionalno različita područja: epikutikula, prokutikula, epiderma i bazalamin. Iako velika većina člankonožaca ima hitinski egzoskelet, nemaju ga baš svi.

## Endoskelet
Pod endoskeletom ili unutrašnjim kosturom misli se na potpornu strukturu koja se nalazi unutar tijela. Takav oblik kostura nalazi se kod svitkovaca, bodljikaša i spužvi. Unutrašnji kostur daje tijelu potporu i stabilnost, a omogućava i slobodno kretanje. Pravi unutrašnji kostur razvija se iz mezoderma.

## Poveznice
- Ljudski kostur